# Mañana, tarde y noche
Mañana, tarde y noche (en inglés Morning, Noon and Night) es una novela del estadounidense Sidney Sheldon, escrita en 1995. 
La historia comienza con la muerte de Harry Stanford, un multimillonario, a borde de su yate privado en circunstancias poco claras. Luego de su muerte sus hijos se reúnen en el funeral llevado a cabo en Boston. La firma de abogados que tiene a cargo el testamento del señor Stanford reúne a los hijos para tramitar la herencia que este les había dejado. A todo esto aparece una mujer que dice ser hija de Harry Stanford y de la institutriz que trabajó en la casa de los Stanford cuando ellos eran chicos; como está en juego mucho dinero, la familia supone que se trata de una impostora.
- Datos: Q3016724